# Pavel Malovaný
Pavel Malovaný (20. července 1958 Uherské Hradiště – 21. července 2005 Praha) byl český sochař a restaurátor.

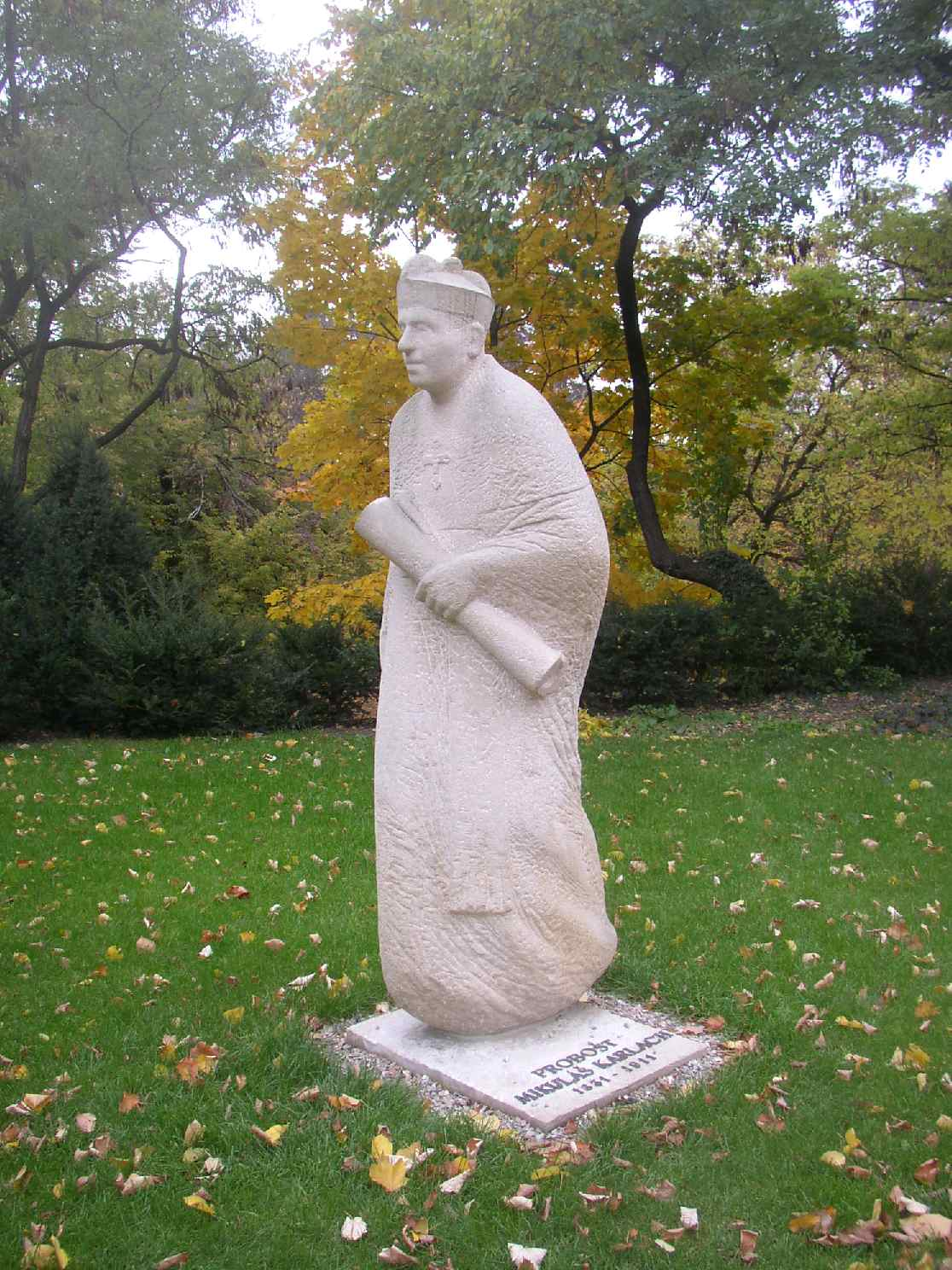
Socha Mikuláše Karlacha na Vyšehradě

## Život a dílo
V letech 1974–1978 vystudoval Střední uměleckoprůmyslovou školu v Uherském Hradišti, v letech 1978–1984 vystudoval sochařství na Vysoké škole uměleckoprůmyslové v Praze, v ateliéru Josefa Malejovského.
Věnoval se kresbě, volné plastice a restaurování sochařských prací.
Jeho jedinou realizací monumentální sochy ve veřejném prostoru je mramorová socha probošta Mikuláše Karlacha v Karlachových sadech na Vyšehradě.
Zemřel krátce po leteckém neštěstí.

## Samostatné výstavy
- 1980 Martin Mainer a Pavel Malovaný, Nemocnice s poliklinikou Havířov, kinosál Karviná
- 1989	Marius Kotrba, Pavel Malovaný, Oldřich Tichý, Výstavní síň MV SSM, Praha
- 1993	Pavel Malovaný: Sochy, Galerie Červená tráva, Praha
- 1993 Pavel Malovaný scultore, Galleria SPSAS, Palazzo Moretini Locarno

## Účast na kolektivních výstavách
- 1979 Střední uměleckoprůmyslová škola Uherské Hradiště, Oblastní galerie výtvarného umění, Gottwaldov
- 1981 Malostranské dvorky, Praha
- 1985 Fúze 85, XIII. výtvarné léto Maloskalska, Malá Skála
- 1988 Salón pražských výtvarných umělců '88, Park kultury a oddechu Julia Fučíka, Praha,
- 1988 Mladí pražští sochaři k jubileu hany Wichterlové, Nová síň, Praha
- 1989 Mladí sochaři Janu Bauchovi, Galerie Václava Špály, Praha
- 1989 Minulost a budoucnost ve Vinohradské tržnici, Vinohradská tržnice, Praha
- 1989 Czechosłowacja - sztuka młodej generacji, galerie Strefa Zero, Wroclaw, Polsko
- 1990 Galerie Karlovka, Praha
- 1990 Umění kamene, Valtice
- 1993–1994 Tělo na tělo, Galerie Červená tráva, Praha